# Masia Salvans
Masia Salvans és una masia del municipi d'Avià, situada dins el nucli urbà del poble, inclosa en l'Inventari del Patrimoni Arquitectònic de Catalunya.

## Descripció
Masia de grans proporcions. Està estructurada en planta baixa i tres pisos superiors. Està feta de maó després arrebossat i carreus de pedra als arcs i altres zones destacades. Al primer i segon pis hi ha una galeria d'arcs de mig punt suportats per pilars amb capitells amb motllures planes. A la zona superior, a manera de remat, hi ha tres òculs. La coberta està feta amb embigat de fusta i teula àrab. La façana és força simètrica. La porta d'entrada és de pedra, un arc escarser molt rebaixat amb un ràfec sobre seu. A la clau hi figura la data de construcció.

## Història
Documentada des del segle xvii com  la Paraire o la Parera. Arran del matrimoni de la pubilla de la casa amb l'hereu de Salvans de Biure, passa a ser coneguda amb el nom de Salvans. L'antiga casa de Sagàs tenia un oratori propi. La família conserva un llibre amb la seva història i l'estat de comptes des del segle xviii. A la llinda de l'entrada hi ha la data de 1870. Posteriorment la família va construir fora del nucli la caseta de Salvans.